# Ann Ayars

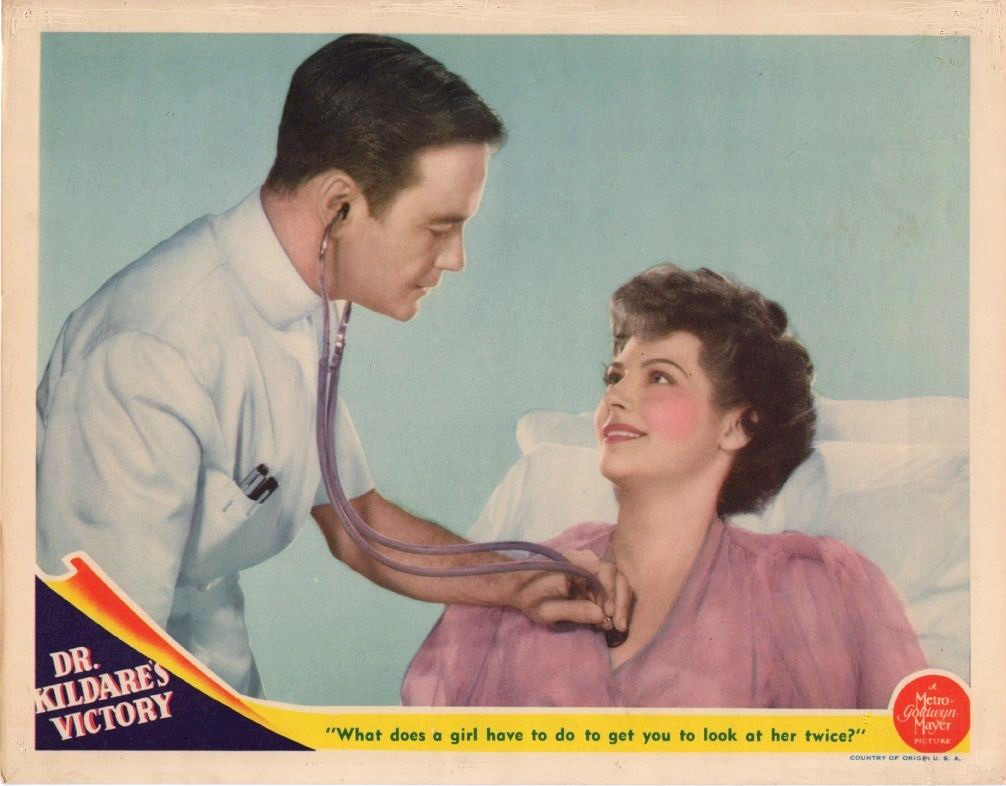
Entrada de cartão para o Dr. Kildare da Vitória (1942) com Lew Ayres e Ann Ayars

Ann Ayars (n. 23 de julho de 1918 – 27 de fevereiro de 1995) foi uma atriz norte-americana e cantora de músicas soprano. No início da sua carreira, ela atuou em várias séries de TELEVISÃO e filmes não musicais. Mais tarde, ela cantou com o New York City Opera (NYCO), e tornou-se conhecida em todo o mundo, quando ela cantou e fez o papel de Antonia em 1951, no filme Britânico Os Contos de Hoffmann.
De 1968 a 1987, ela ensinou voz e piano e encenou 19 produções com a duração total de produções de ópera em Mt. San Jacinto College , na Califórnia, onde ela foi feita de uma professora emérita.

## Biografia
Ann Ayars nasceu em 23 de julho de 1918, em Beverly Hills, Califórnia. Ela começou como cantor no final da década de 1930 e começou a atuar no início dos anos 1940. Ela tinha partes em várias séries de televisão, incluindo Batman, Avelã, Missão: Impossível, Alfred Hitchcock Hour, Perry Mason, Da Virgínia e Os Monroes.
Ela estrelou como Cholita em 1941 no filme Fiesta e, em 1942, ela foi Cynthia Cookie Charles no Dr. Kildare a Vitória. Também em 1942, ela apareceu como Constance Selden no Apache Trilha, Kaaren de Relle no Agente Nazista e Juliette em Reunião na França. Em 1943, ela foi Deputada Sandoval em A Comédia Humana e Susan Thayer, em que O mais jovem Profissão.
Ela deixou Hollywood em 1943, para se juntar a recém-formada New York City Opera, tornando-se seu líder de soprano lírico. Sua funções de ópera incluíam Mônica, em Média, Mimí em La Bohème e Violetta La traviata. Seu amigo, mezzo-soprano Frances Bible, disse: "Seu trabalho com a ópera tem inspirado muitos jovens cantores, muitos dos quais passaram por uma carreira profissional."
Ela tinha uma parte como Antonia de estrela, em 1951 o filme Powell e PressburgerOs Contos de Hoffmann, que foi baseado na Les contes d'Hoffmann por Jacques Offenbach. Apesar de todas as partes do filme são cantadas, apenas Robert Rounseville (Hoffmann) e Ayars cantavam as suas próprias peças, sendo os outros dobrados.
Em 1968, retornou para a Califórnia e assumiu um ensino de pós-voz e piano em Monte San Jacinto College, em San Jacinto, Califórnia, onde ela encenou 19 com a duração total de produções de ópera.
Ela se aposentou em 1987. Em 27 de fevereiro de 1995, ela morreu em sua casa em Hemet no Condado de Riverside seguintes complicações do diabetes .